# A-ak
Pour l’article homonyme, voir Aak (bateau fluvial).
Pour les articles homonymes, voir AAK.

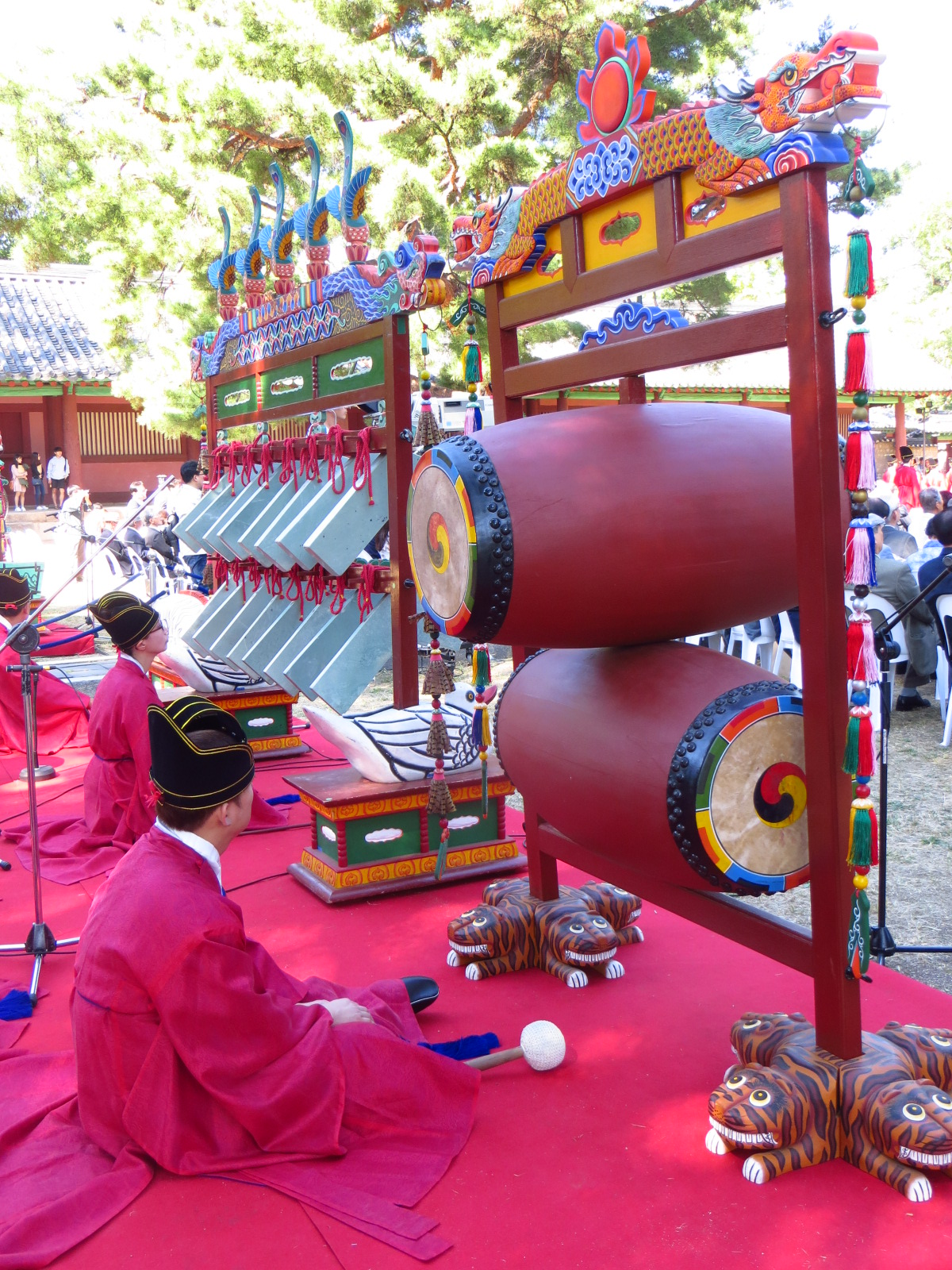
Le Jerye-ak, musique rituelle

L’A-ak est une musique de cour coréenne, inspirée du Yayue chinois. Elle est importée en Corée en 1144. Il existe trois types de A-ak : le Jerye-ak, musique rituelle, le Yeonrye-ak, musique jubilante, et le Gun-ak, musique martiale.